# Яблоново (Валуйский район)
Яблоново — село в Валуйском районе Белгородской области России, административный центр Яблоновского сельского поселения.

## География
Село расположено в юго-восточной части Белгородской области, на правом берегу реки Оскола, напротив (в 3 км по прямой к западу от) районного центра, города Валуек.

## История
Село начиналось в первой четверти XVII века и первопоселенцами были крепостные крестьяне Валуйского монастыря. Поселение Яблоново упомянуто в сохранившейся царской грамоте 1624 года.
Кроме работ на монастырских полях и огородах, яблоновские крестьяне обязаны были ремонтировать мельничные плотины и гати на Осколе и Валуе, заготавливать «лесные дары», ловить рыбу в реках и озёрах и даже заготавливать зимой лед для обители.
В 1764 году крепостных у монастырей отобрали, и яблоновцы стали «экономическими» крестьянами. При этом деревня была перенесена на полтора километра севернее (примерно на этом месте Яблоново находится и сегодня).
Из «Топографического описания Воронежскому наместничеству» 1785 года: «Того же (Валуйского) округа при деревне Яблоновой, при речке Осколе, на 4 версты длины и на 3 версты ширины лес».
В 1859 году — Валуйского уезда «деревня казенная Яблонова Нижняя при реке Осколе», «по левую сторону большого проселочного тракта от города Валуек на город Старый Оскол».
В 1891 году в Яблоновой — 53 двора, земельный надел 293 десятины (из них усадебной и пахотной только 124).
В 1900 году — Валуйского уезда Казацкой волости "деревня Нижне-Яблоново (Яблоново) при заливе реки Оскола и озёрах: «Хомутце» и «Никитином», земельный надел 316 десятин; в деревне — 2 общественных здания, 2 ветряные мельницы, кузница.
В 1910 году в Яблонове открыли земскую начальную школу.
С июля 1928 года деревня Яблоново в Валуйском районе — центр большого Яблоновского сельсовета: деревни Новая Симоновка, Орехово, Поды, Ситниково, Старая Агашовка, Старая Симоновка и собственно Яблоново, хутора Кузнецовка, Невольный, Новая Агашовка, Старцево и Чичерово, колхоз «Веселовская коммуна».
В 1950-е годы в Яблоновский сельсовет Валуйского района входили села Орехово и Пристень, деревни Агошевка, Кузнецовка, Новая Симоновка, Старая Симоновка, Храпово и собственно Яблоново, поселок имени Ватутина и хутор Пады.
В 1997 году село Яблоново в Валуйском районе — центр Яблоновского сельского округа: села Агошевка, Новая Симоновка, Орехово, Пристень, Старая Симоновка, Храпово и собственно Яблоново, поселок Дружба и хутор Кузнецовка.
В 2006 году село Яблоново — центре Яблоновского сельского поселения (5 сел и посёлок Дружба) Валуйского района.

## Население
В росписной книге города-крепости Валуек за 1641 год отмечено: в деревне Яблоновой — 7 жителей, а «оприч той монастырской деревни на Валуйке сел и деревень нет».
Другой архивный документ сообщает, что в 1678 году в Яблоновой — «крестьянских 5 дворов да бобыльских 9 дворов».
В 1764 году в деревне — 12 дворов, 19 «гнезд» (то есть семей).
В 1859 году — 26 дворов, 245 жителей (106 мужчин, 139 женщин).
В 1900 году в деревне — 60 дворов, 419 жителей (219 мужчин, 200 женщин). В 1905 году в Яблонове — 81 двор, 411 жителей.
На 1 января 1932 года в деревне Яблонове — 747 жителей.
По сведениям переписей населения в селе Яблонове на 17 января 1979 года — 404 жителя, на 12 января 1989 года — 440 (201 мужчина, 239 женщин), на 1 января 1994 года — 440 жителей, 171 хозяйство.
В 1997 году в селе Яблонове — 174 подворья, 465 жителей; в 1999 году — 454 жителя, в 2001 году — 453.
| 2002 | 2010 |
| ---- | ---- |
| 444  | ↘421 |

## Инфраструктура
Вокруг Яблонова на сотнях гектаров расположены фруктовые сады. В начале 1990-х годов села Яблоново, Орехово и ещё несколько небольших селений входили в состав плодоовощного и мясомолочного совхоза. К селам провели дороги с твердым покрытием, заасфальтировали улицы Яблонова; в селе — Дом культуры, восьмилетняя школа.

## Интересные факты
- В 1932 году «каждая семья в Яблоновском сельсовете стала получать газеты по подписке».
- Согласно публикации в районной газете от 9 июля 1936 года: «Драмкружок Яблоновского дома соцкультуры Валуйского района организует постановки спектаклей в полевых таборах колхоза имени РККА. В обеденный перерыв кружковцы проводят беседы с колхозниками о творчестве писателей»[2].